# Calheta (Madeira)
Calheta ([kɐˈʎetɐ] ) ist eine portugiesische Stadt auf der Insel Madeira und liegt etwa 32 km von Funchal entfernt im Westen der Insel. Sie gilt als die wichtigste Gemeinde im Südwesten Madeiras. Früher war dieser kleine Ort Zentrum der Zuckergewinnung.
Er besitzt eine neu erbaute Marina, außerdem wurde Sand aus Figueira da Foz (Portugal) und aus Marokko (Sahara) eingeschifft, um zwei künstliche Sandstrände anzulegen.

## Kreis Calheta
Calheta ist Sitz des gleichnamigen Kreises, der ca. 12.000 Einwohner umfasst; die Nachbarn sind Porto Moniz im Norden, São Vicente im Nordosten sowie Ponta do Sol im Osten.
Der Kreis Calheta ist in acht Gemeinden (Freguesias) aufgeteilt:

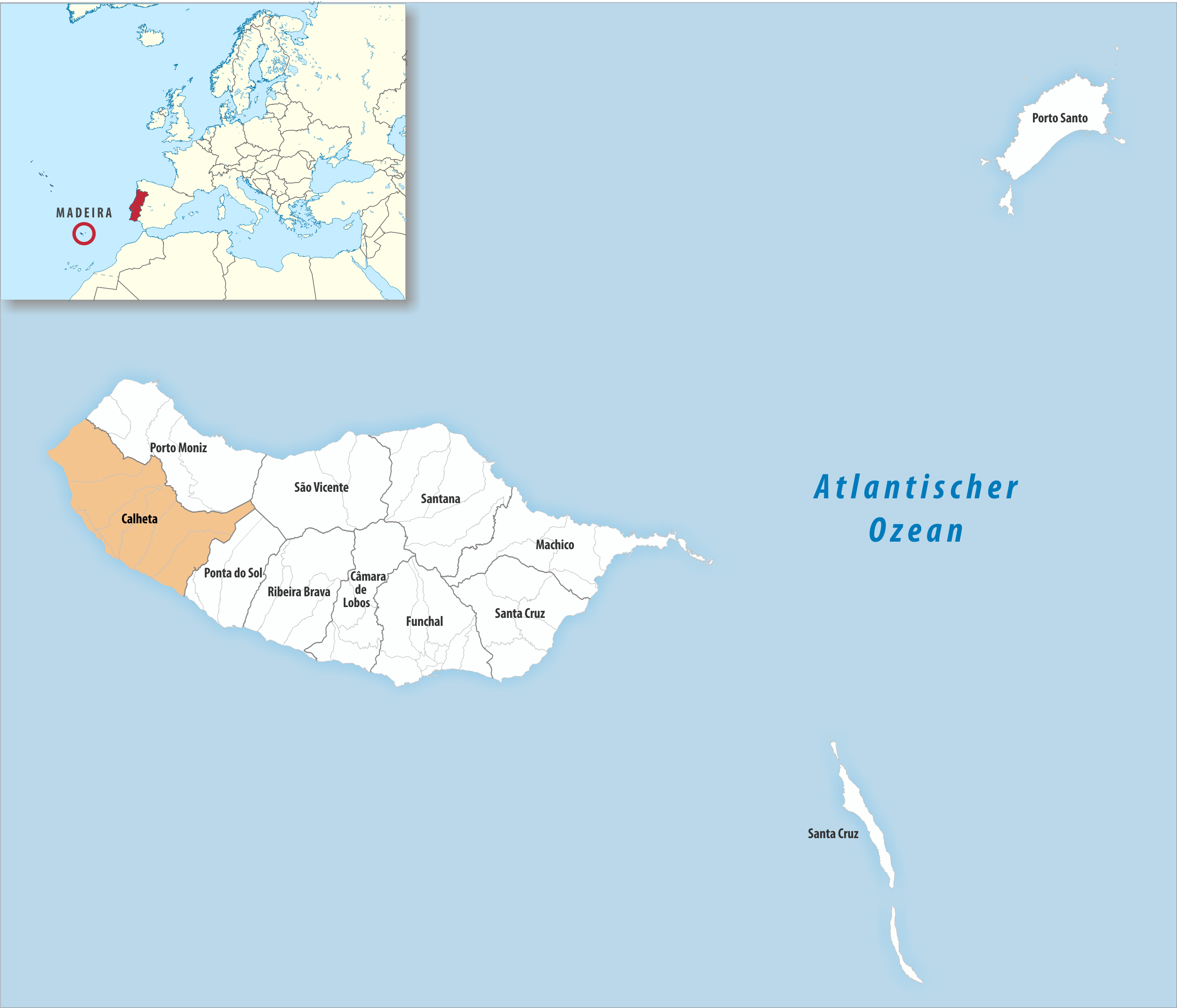
Kreis Calheta

| Gemeinde            | Einwohner (2021) | Fläche km² | Dichte Einw./km² | LAU- Code |
| ------------------- | ---------------- | ---------- | ---------------- | --------- |
| Arco da Calheta     | 2.999            | 14,70      | 204              | 310101    |
| Calheta             | 3.188            | 23,45      | 136              | 310102    |
| Estreito da Calheta | 1.578            | 14,32      | 110              | 310103    |
| Fajã da Ovelha      | 812              | 22,16      | 37               | 310104    |
| Jardim do Mar       | 215              | 0,74       | 291              | 310105    |
| Paul do Mar         | 635              | 1,40       | 454              | 310106    |
| Ponta do Pargo      | 803              | 24,71      | 33               | 310107    |
| Prazeres            | 685              | 10,03      | 68               | 310108    |
| Kreis Calheta       | 10.915           | 111,51     | 98               | 3101      |

| Nachbarkreise von Calheta      | Nachbarkreise von Calheta | Nachbarkreise von Calheta |
| ------------------------------ | ------------------------- | ------------------------- |
| Nordwesten: Atlantischer Ozean | Norden: Porto Moniz       | Nordosten: São Vicente    |
| Westen: Atlantischer Ozean     |                           | Osten: Ponta do Sol       |
|                                | Süden: Atlantischer Ozean |                           |

## Bevölkerung
| Einwohnerzahlen von Calheta (1849–2011) | Einwohnerzahlen von Calheta (1849–2011) | Einwohnerzahlen von Calheta (1849–2011) | Einwohnerzahlen von Calheta (1849–2011) | Einwohnerzahlen von Calheta (1849–2011) | Einwohnerzahlen von Calheta (1849–2011) | Einwohnerzahlen von Calheta (1849–2011) | Einwohnerzahlen von Calheta (1849–2011) | Einwohnerzahlen von Calheta (1849–2011) | Einwohnerzahlen von Calheta (1849–2011) |
| --------------------------------------- | --------------------------------------- | --------------------------------------- | --------------------------------------- | --------------------------------------- | --------------------------------------- | --------------------------------------- | --------------------------------------- | --------------------------------------- | --------------------------------------- |
| Jahr                                    | 1849                                    | 1900                                    | 1930                                    | 1960                                    | 1981                                    | 1991                                    | 2001                                    | 2004                                    | 2011                                    |
| Einwohner                               | 15.279                                  | 18.266                                  | 21.990                                  | 21.799                                  | 12.954                                  | 13.005                                  | 11.946                                  | 11.856                                  | 11.519                                  |

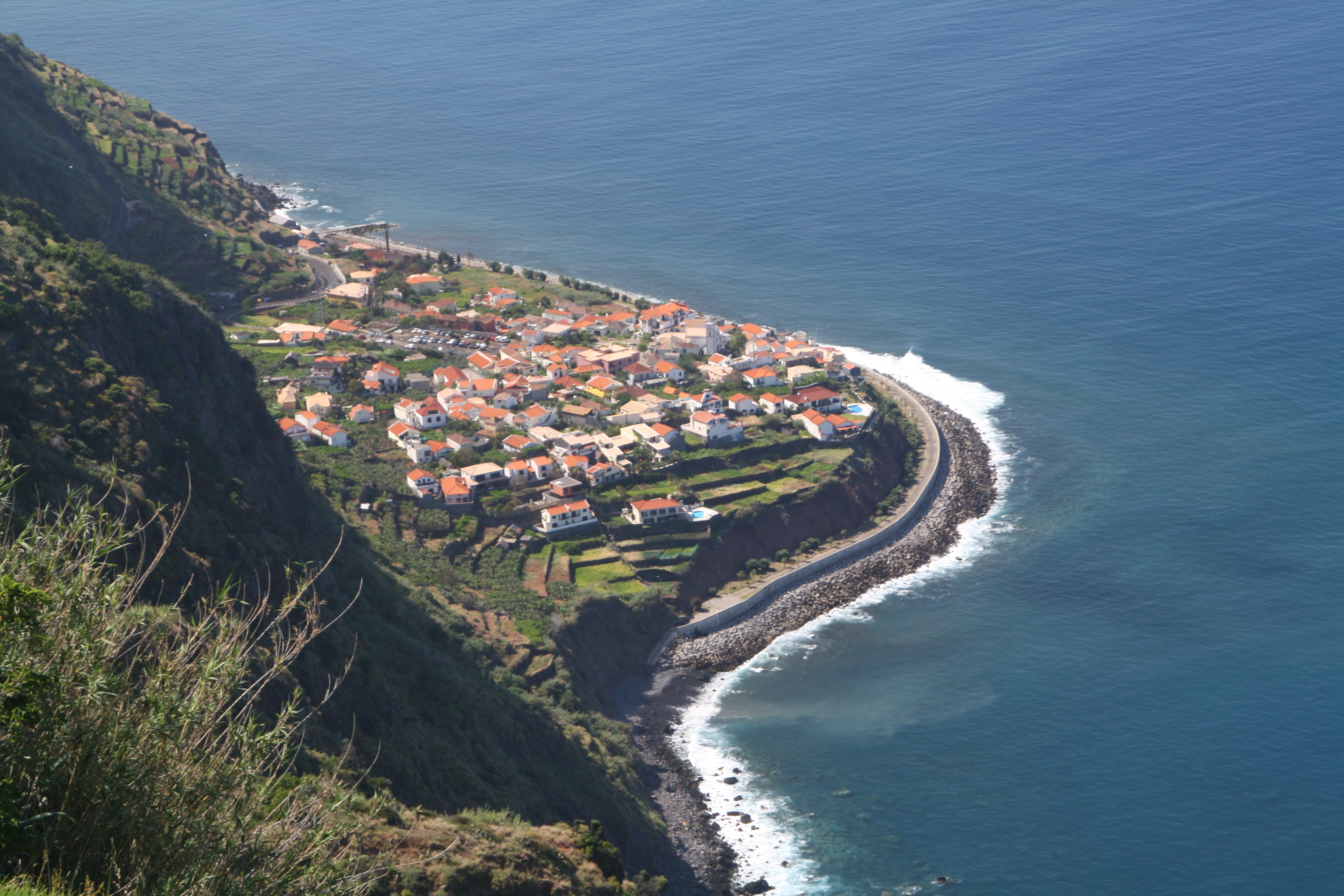
Jardim do Mar
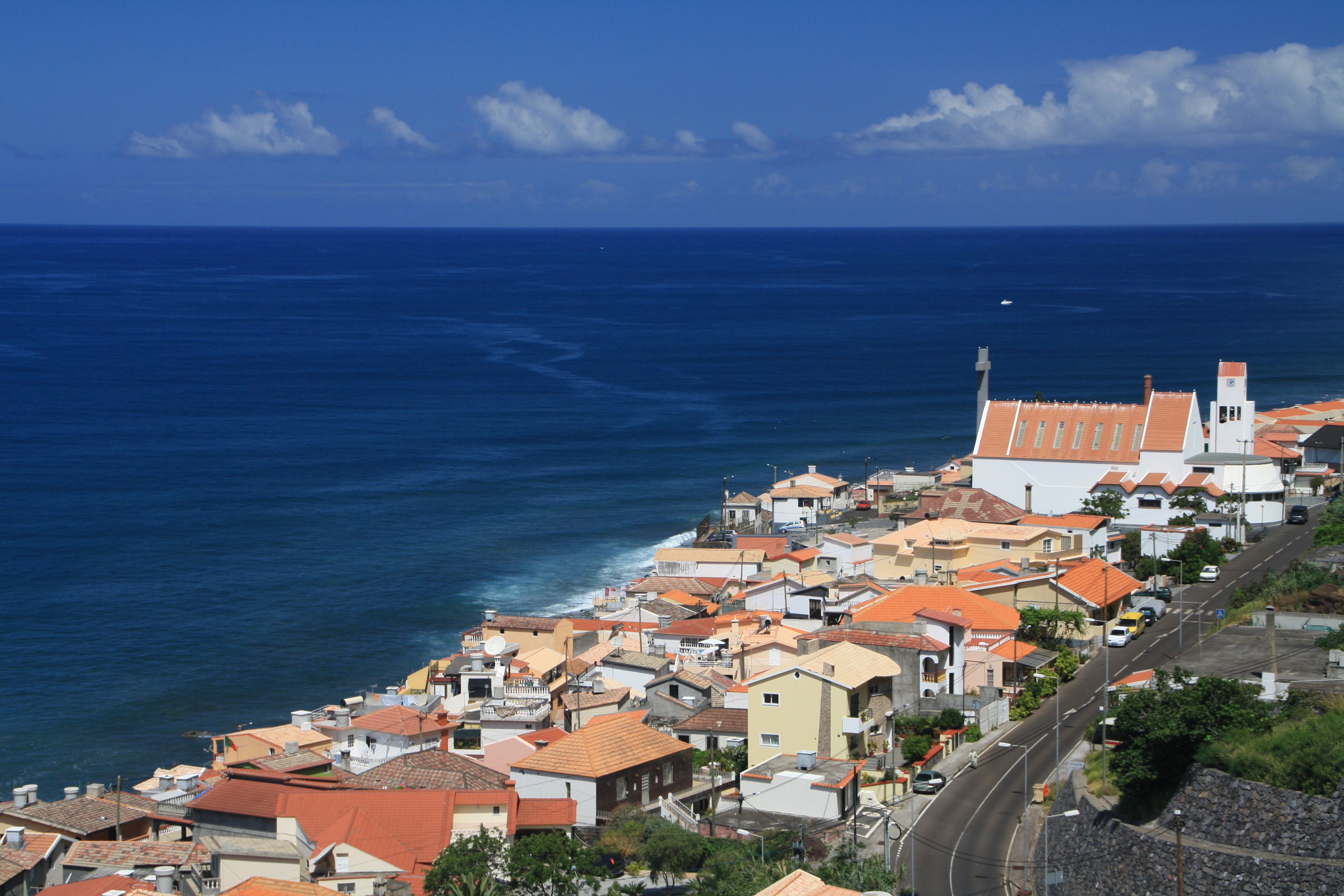
Paul do Mar
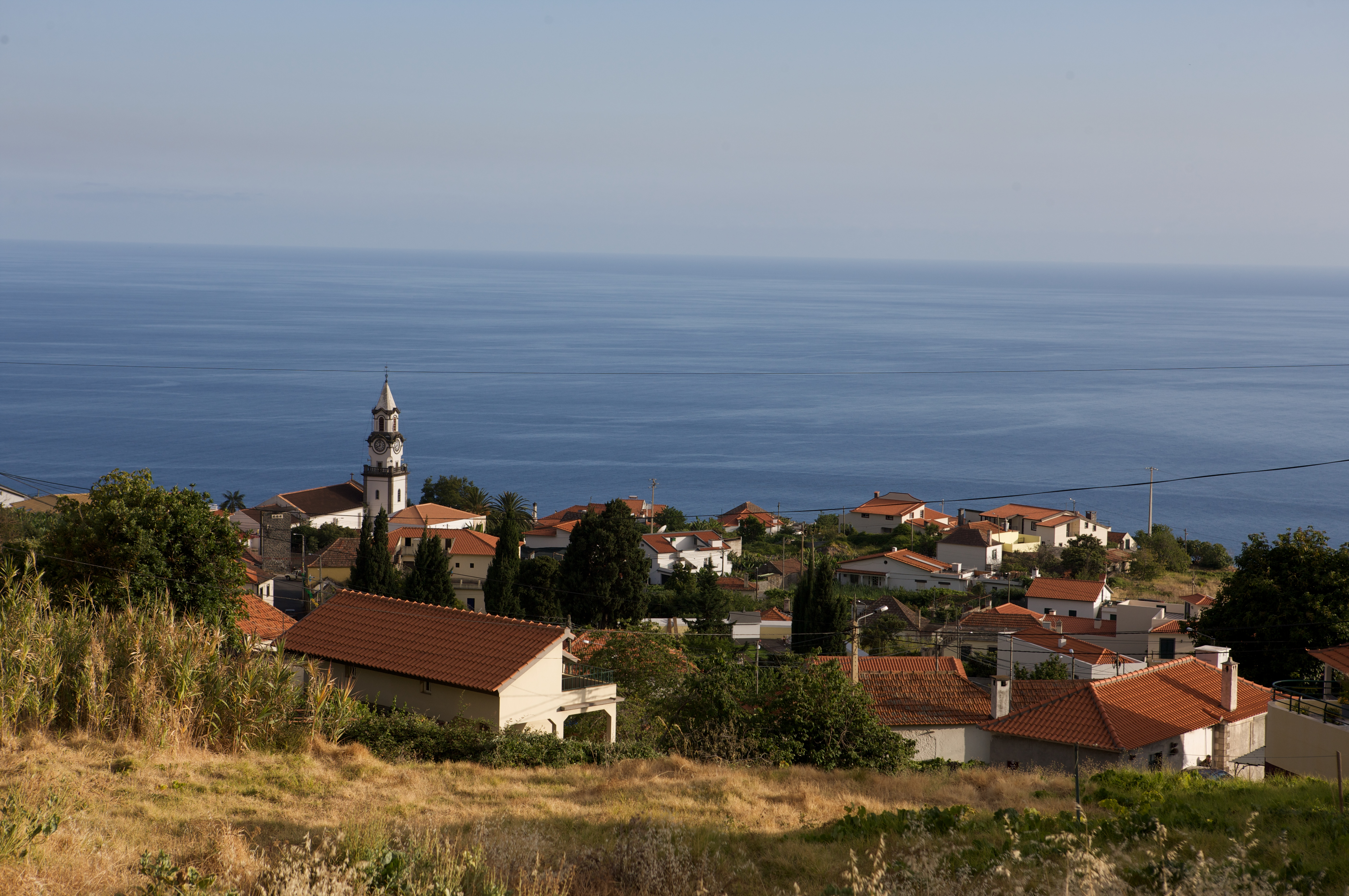
Arco da Calheta
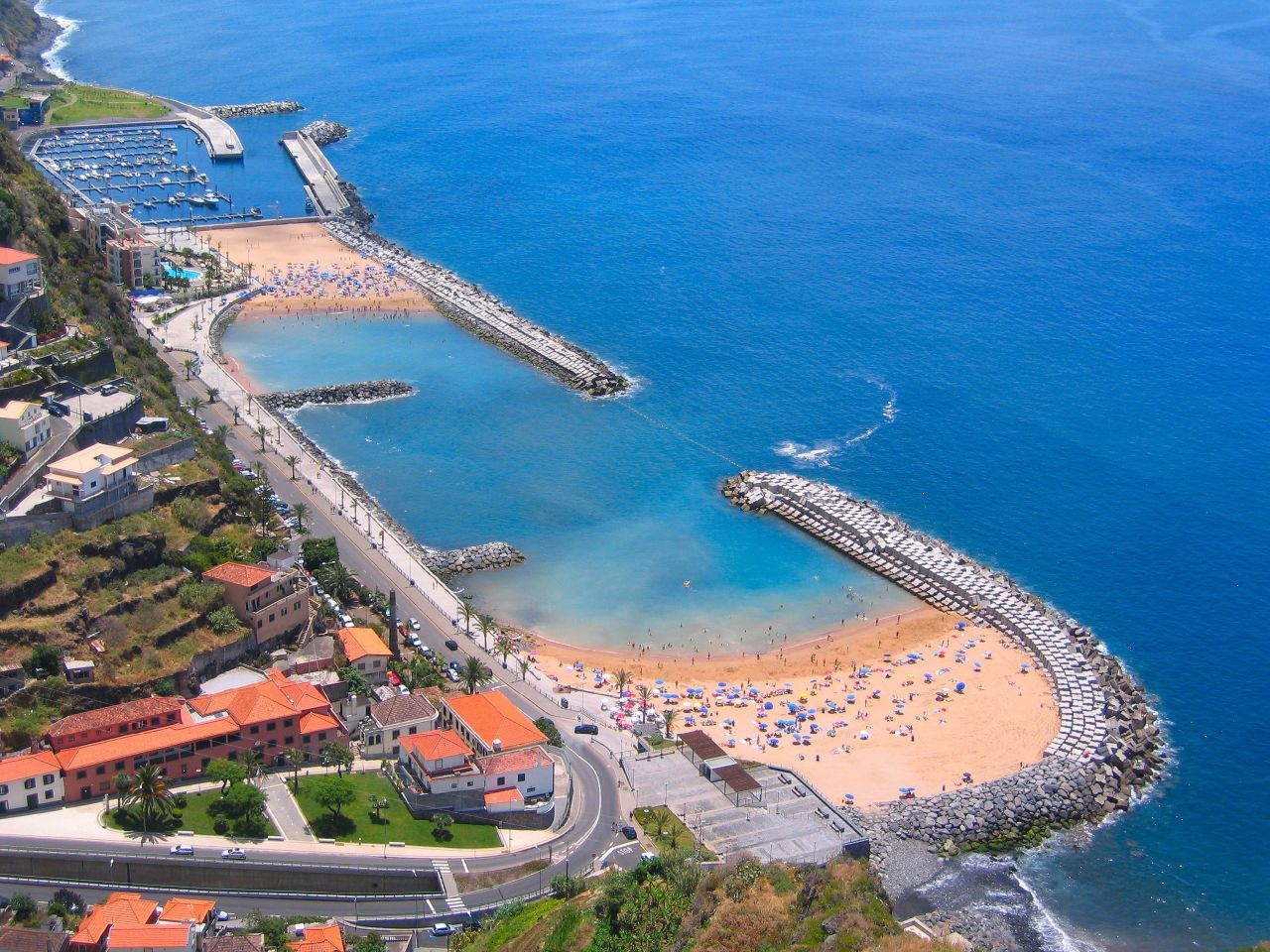
Strand und Yachthafen (hinten) von Calheta
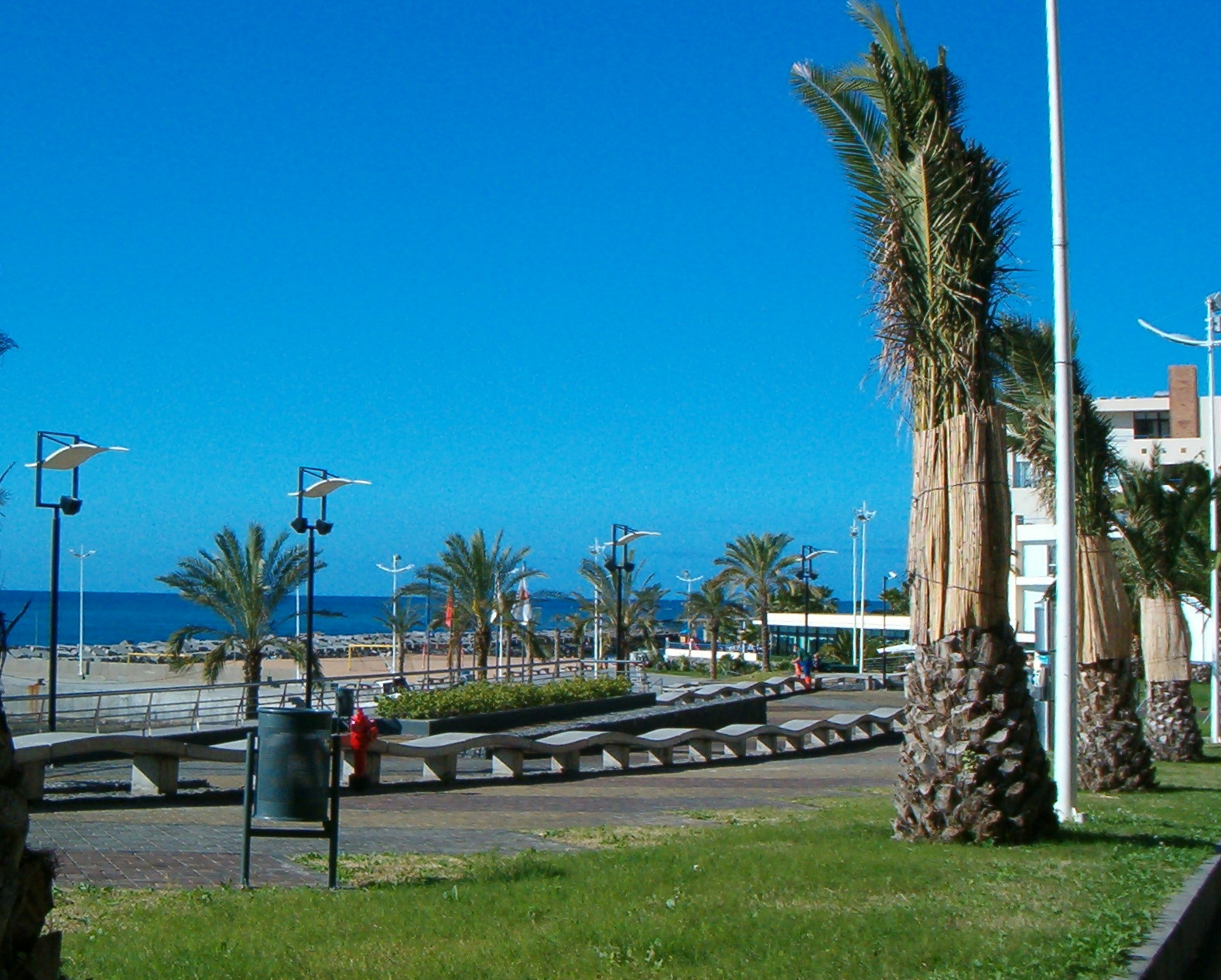
Promenade beim Yachthafen von Calheta

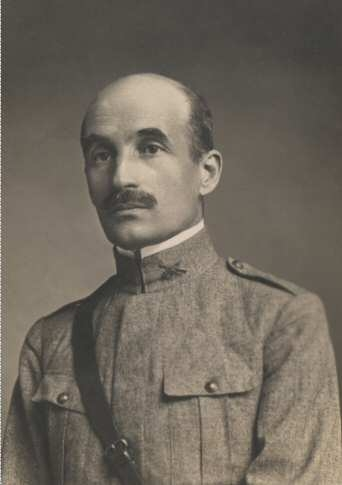
José Vicente de Freitas

## Söhne und Töchter der Stadt
- José Vicente de Freitas (1869–1952), Militär und Politiker, 1928/29 Premierminister